# Not My Fault
Not My Fault è un singolo della cantante statunitense Reneé Rapp e della rapper statunitense Megan Thee Stallion, pubblicato il 15 dicembre 2023 come primo estratto dalla colonna sonora del film Mean Girls.

## Pubblicazione
La collaborazione tra le due artiste è stata annunciata attraverso i social media il 10 dicembre 2023; tre giorni dopo sono stati rivelati titolo e copertina del singolo.

## Descrizione
Appartenente al genere disco pop, Not My Fault contiene una frase interpolata dal film originale, pronunciata dalla protagonista Cady Heron, interpretata da Lindsay Lohan.

## Promozione
Le due artiste si sono esibite per la prima volta con il singolo al Saturday Night Live il 21 gennaio 2024. La performance è stata presentata da Rachel McAdams, interprete del film originale.

## Video musicale
Il video musicale, diretto da Mia Barnes, è stato reso disponibile il 4 gennaio 2024 e contiene diverse scene provenienti dal film.

## Tracce
1. Not My Fault – 2:50

## Classifiche
| Classifica (2024) | Posizione massima |
| ----------------- | ----------------- |
| Canada            | 82                |
| Irlanda           | 54                |
| Regno Unito       | 61                |
| Stati Uniti       | 102               |